# Condado de Gaston
O Condado de Gaston é um dos 100 condados do estado americano da Carolina do Norte. A sede do condado é Gastonia, e sua maior cidade é Gastonia. O condado possui uma área de 942 km² (dos quais 19 km² estão cobertos por água), uma população de 190 365 habitantes, e uma densidade populacional de 206 hab/km² (segundo o censo nacional de 2000). O condado foi fundado em 1846.